# Come le foglie (film 1934)
Come le foglie è un film del 1934 diretto da Mario Camerini.
Il soggetto è tratto dall'omonimo testo teatrale di Giuseppe Giacosa scritto nel 1900.

## Trama
Un tracollo finanziario colpisce la famiglia dell'industriale Rosani. Mentre il padre Giovanni e la figlia Nennele si adattano, la seconda moglie Giulia e il figlio Tommy continuano a vivere come se nulla fosse successo.
La ragazza medita il suicidio ma viene salvata da Massimo, un cugino innamorato di lei che aiuterà anche la famiglia a rimettersi in piedi.

## Accoglienza

### Critica
« Gli autori hanno saputo trasportare l'azione nella cornice e nel tempo, senza alterarne la piana lezione e l'intimo senso. Anche vestiti di panni moderni e alla guida di automobili del '35 il pubblico riconoscerà i personaggi giacosiani. Se in qualche punto il rimaneggiamento non parrà abbastanza radicale e questi contorni sembreranno arrotondati da troppi elementi teatrali bisognerà che senza queste circospezioni non sarebbe stato possibile salvare lo spirito dell'opera originale e usarle il rispetto che le era dovuto. Camerini ha trovato questa volta il migliore accento della sua regia. Il film è uno dei suoi migliori e ispirati lavori...» Filippo Sacchi nel Corriere della Sera del 12 febbraio 1935